# Nueva Dimensión
Nueva Dimensión ou ND est une revue espagnole de science-fiction et fantasy publiée de 1968 à 1983, dont la rédaction se trouvait rue de la Mercé à Barcelone.

## Histoire
Fondée en 1968 par Sebastián Martínez, Domingo Santos (es) et Luis Vigil García (es), Nueva Dimensión se démarque par la publication de nouvelles et de courts romans d'auteurs aussi bien espagnols qu'étrangers. On trouve également, dans ses pages, des essais, des articles, des critiques, des notices bibliographiques, de l'information générale , ainsi que des illustrations et quelques bandes dessinées essentiellement dans le domaine de la science-fiction et dans une moindre mesure de la fantasy. Ses dessinateurs permanents sont Josep María Beà, Carlos Giménez, Esteban Maroto, Enric Sió et Adolfo Usero (es).
En 1970, la revue publie la nouvelle Gu ta gutarrak (es) dans son numéro 14. Bien que le numéro ait fait l'objet du dépôt légal, et que sa diffusion ait été normalement autorisée, le Tribunal d'ordre public, une instance judiciaire spéciale mise en place durant le second franquisme, ordonne son retrait de la circulation, au motif que la nouvelle de Mouján Otaño contrevenait  à l'article 2 de la Loi sur la Presse, oeuvre du ministre de l'Information et Tourisme, Manuel Fraga Iribarne, parce qu'elle aurait attenté à l'unité de l'Espagne.
A l'Eurocon de Trieste de 1972, Nueva Dimensión est élue meilleure revue européenne de science fiction.
L'histoire de la revue s'achève en décembre 1983, par une ultime tentative de résurrection, la publication du numéro 148, après un an d'absence dans les kiosques.
En mars 2012, Editores de Tebeos, tout juste née de la reprise de la filiale espagnole de Glénat  Joan Navarro y Félix Sabaté, publie une anthologie de 288 pages intitulée Recordando Nueva Dimensión. Cette anthologie regroupe une sélection de nouvelles, novellas, critiques, notices, illustrations et bandes dessinées sélectionnés par Luis Vigil García.

## Héritage et influence
Nueva Dimensión est probablement, à ce jour, la publication qui a le plus influencé la science fiction espagnole. Après l'arrêt de la revue, beaucoup de ses anciens collaborateurs ont continué à publier dans le domaine de la science-fiction, des oeuvres littéraires,, des critiques ou  des articles journalistiques. La revue a aussi joué un rôle clé à l'origine du renouveau de la bande dessinée espagnole, en permettant à des auteurs tels que Josep María Beà d'expérimenter, avec une totale liberté, de nouvelles voies , comme la publication de bandes dessinées abstraites telles que Emotivaciones 68.